# Grise Fiord
Grise Fiord (inuktitut: Aujuittuq (plats som aldrig töar)) är ett inuitiskt litet samhälle med 130 invånare (2011)  på södra udden av Ellesmereön i norra Kanada, i regionen Qikiqtaaluk i Nunavutterritoriet. Trots dess lilla befolkning på 130 invånare (enligt folkräkningen i Kanada 2011) är byn det största samhället på Ellesmereön. Grise Fiord är den största av tre permanenta bosättningar på ön och ligger 1 160 kilometer norr om norra polcirkeln.

## Namn
Namnet Grise Fiord gavs av norrmannen Otto Sverdrup till den närbelägna fjorden, (norska: Grisefjorden), under en expedition år 1899. Han lär ha tyckt att valrossarna på platsen lät som grisar.

## Klimat
Grise Fiord har polarklimat vilket innebär att det faller mindre än 250 millimeter nederbörd per år och att temperaturen håller sig under 0 °C tio månader.
I den varmaste månaden juli klättrar temperaturen normalt inte över 5 ºC. De kallaste vintermånaderna har temperaturer på omkring -30 ºC.
|                           | Jan | Feb | Mar | Apr | Maj | Jun | Jul | Aug | Sep | Okt | Nov | Dec | År  |
| ------------------------- | --- | --- | --- | --- | --- | --- | --- | --- | --- | --- | --- | --- | --- |
| Medeltemp. (°C)           | −33 | −34 | −31 | −22 | −10 | −3  | 2   | 1   | −4  | −12 | −22 | −30 | −16 |
|                           |     |     |     |     |     |     |     |     |     |     |     |     |     |
| Högsta rekord (°C)        | −3  | −6  | −1  | 0   | 5   | 14  | 22  | 17  | 9   | −1  | −2  | −4  | 22  |
| Högsta medeltemp. (°C)    | −30 | −31 | −28 | −19 | −8  | −1  | 4   | 3   | −1  | −9  | −19 | −28 | −13 |
| Lägsta medeltemp. (°C)    | −36 | −37 | −34 | −25 | −12 | −5  | 0   | −1  | −7  | −15 | −25 | −32 | −19 |
| Lägsta rekord (°C)        | −62 | −59 | −52 | −43 | −30 | −19 | −7  | −8  | −23 | −34 | −47 | −52 | −62 |
|                           |     |     |     |     |     |     |     |     |     |     |     |     |     |
| Nederbörd (mm)            | 7   | 6   | 10  | 13  | 15  | 24  | 31  | 37  | 21  | 17  | 13  | 10  | 204 |
| Källa: Environment Canada |     |     |     |     |     |     |     |     |     |     |     |     |     |

## Transport
Det finns inga anslutande vägar på Ellesmere Island, så Grise Fiord är ansluten till resten av världen via en liten landningsbana (Grise Fiord Airport), 1 675 fot (511 m) lång. Den är omgiven av berg och är känd som en av de svåraste inflygningarna för flygplan i världen.  

## Bildgalleri

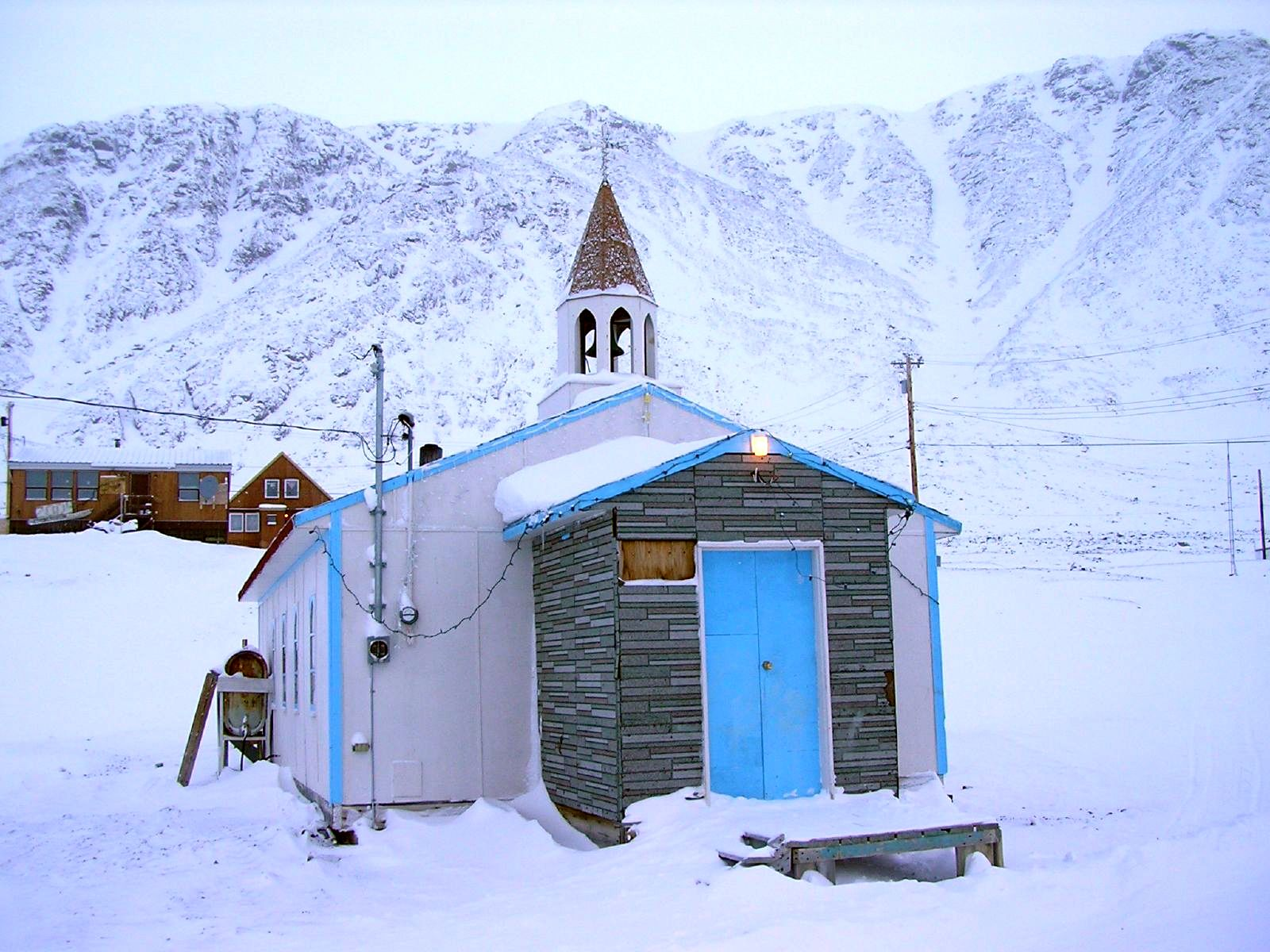
Kyrka i Grise Fiord
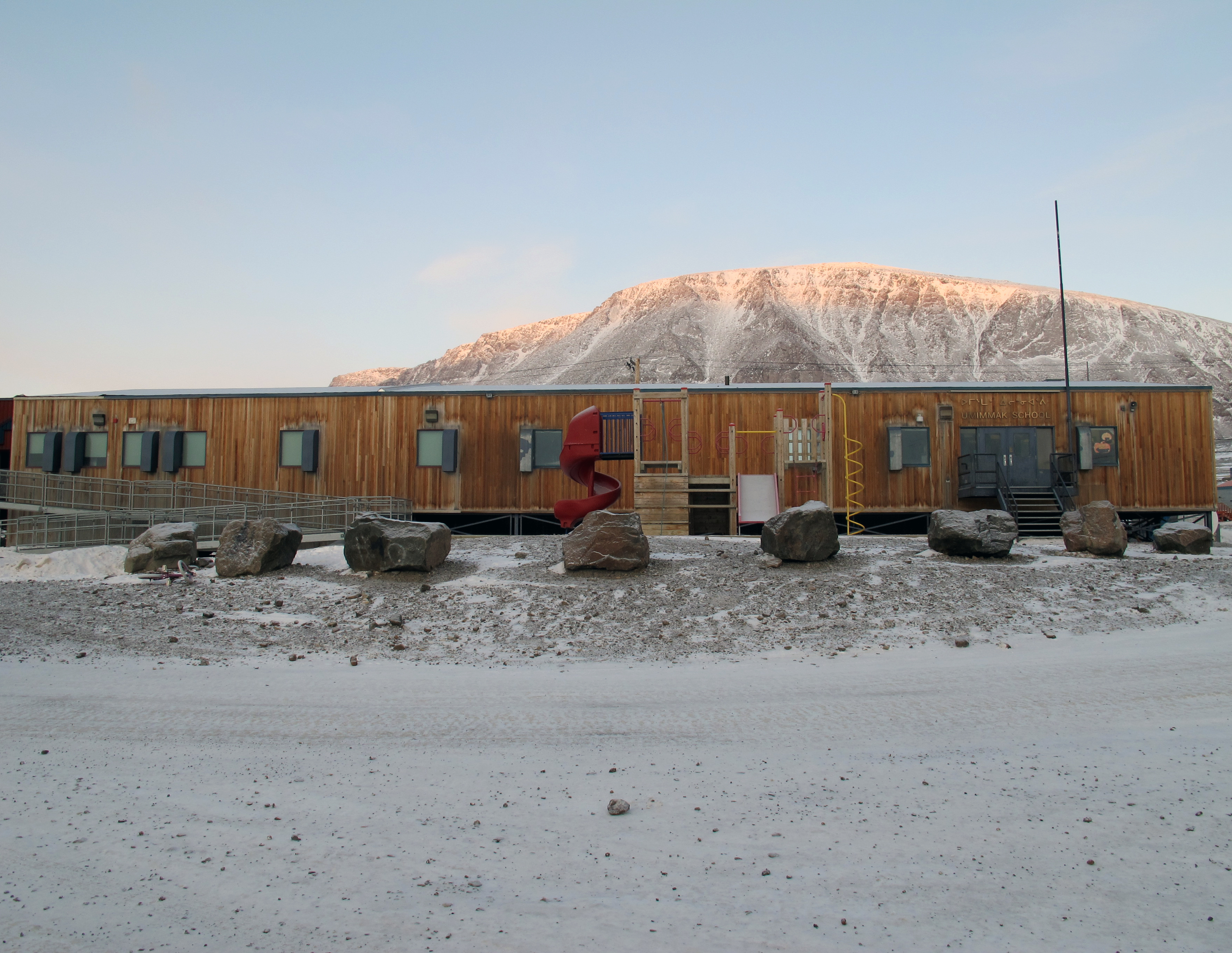
Umimmak School
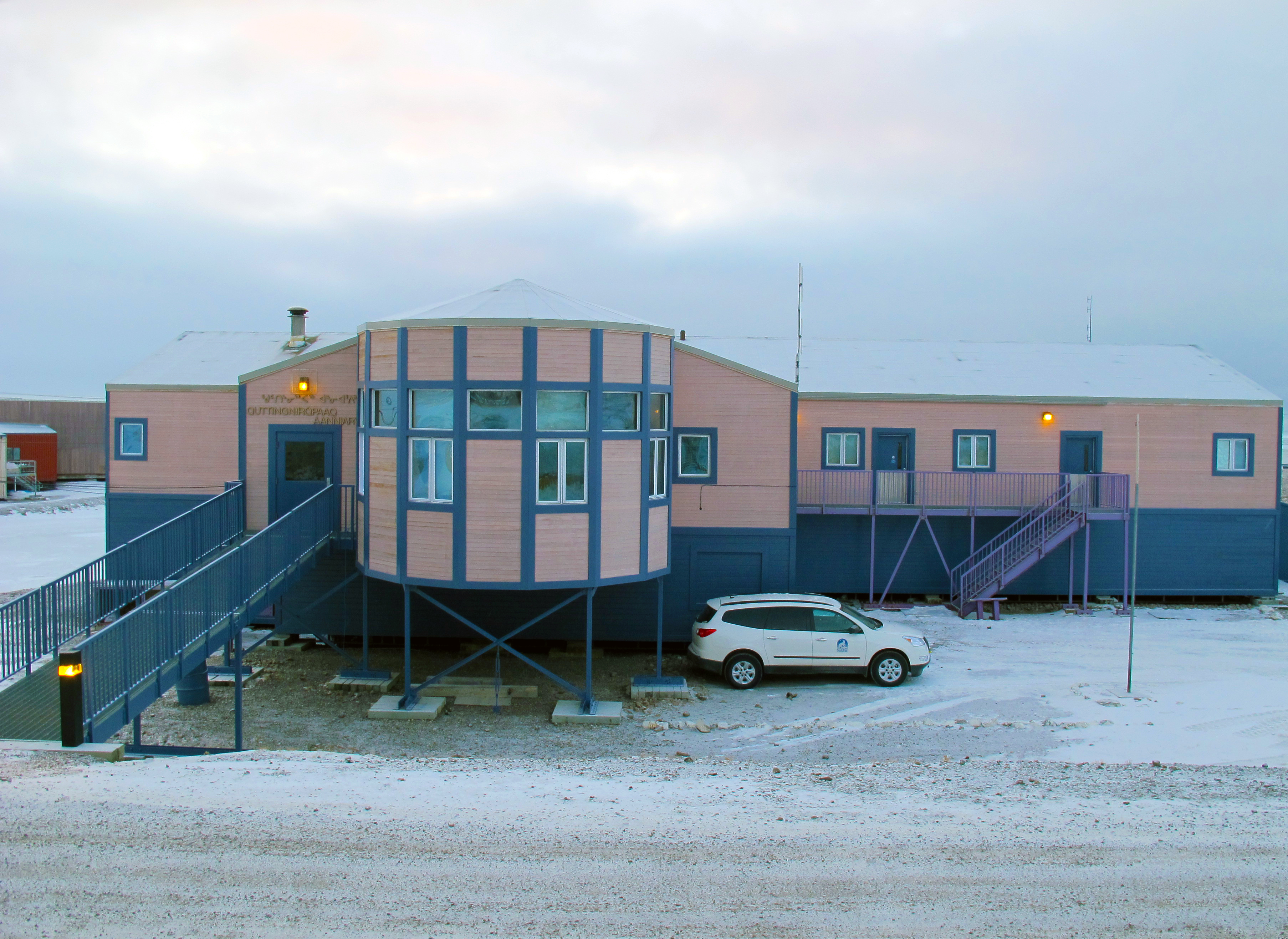
Grise Fiord vårdmottagning
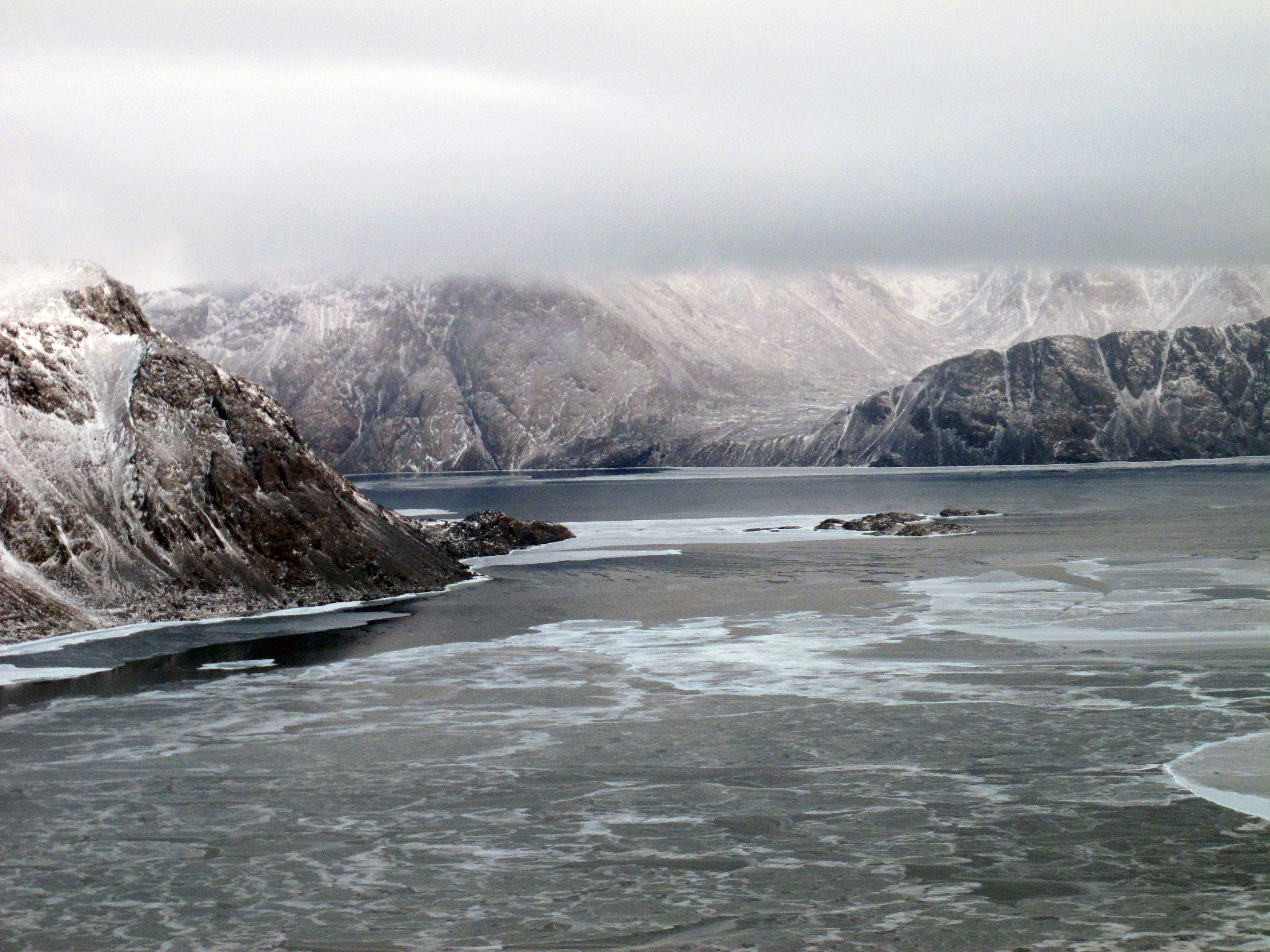
8 kilometer från Grise Fiord
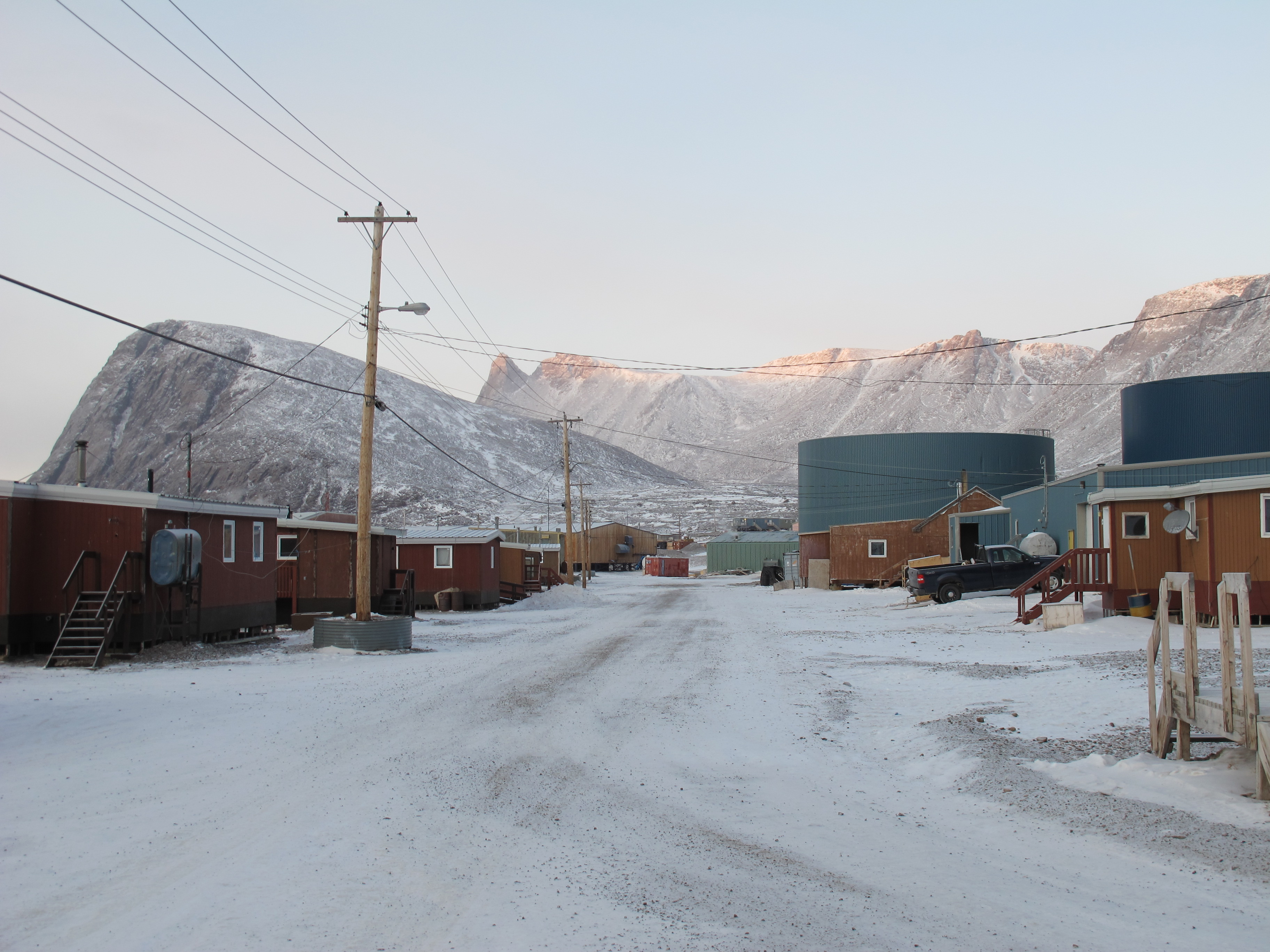
Grise Fiord
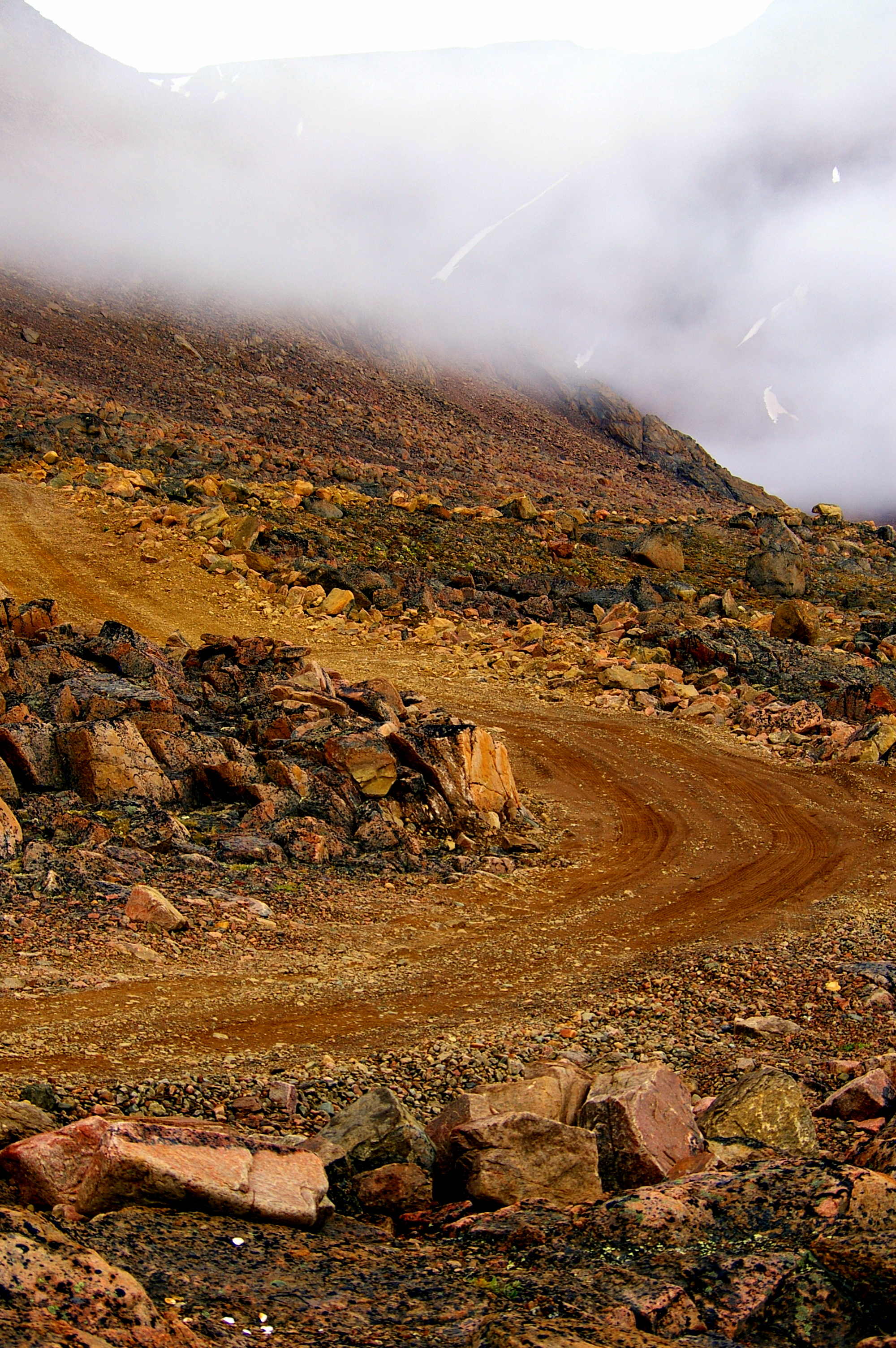
Väg i Grise Fiord
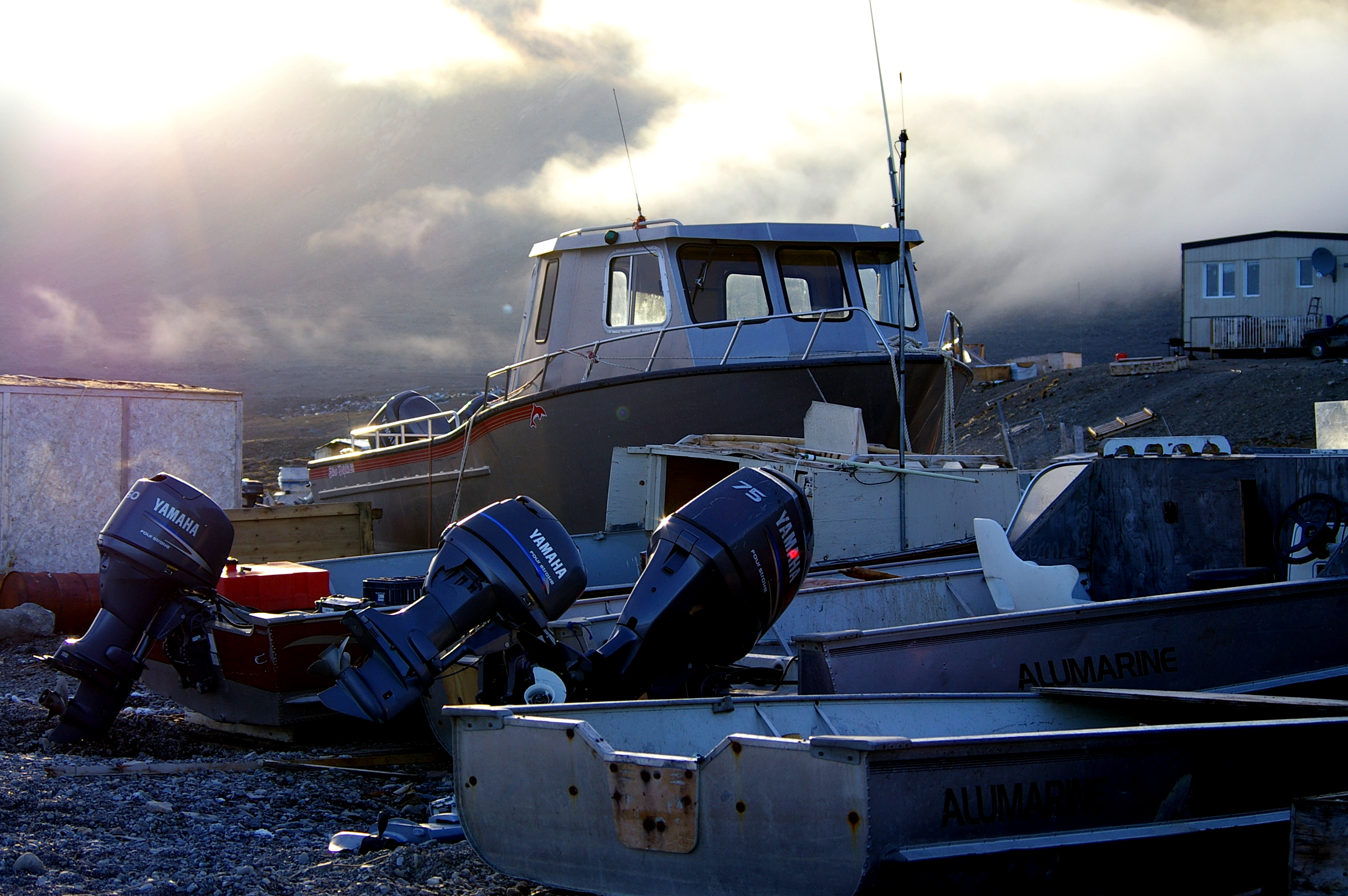
Hamnen i Grise Fiord